# Elisabeth Sofia av Brandenburg
Elisabeth Sofia av Brandenburg, född 5 april 1674 i Cölln, död 22 november 1748 i Römhild, var hertiginna av Kurland, markgrevinna av Brandenburg-Bayreuth och hertiginna av Sachsen-Meiningen.  Hon var regent i Kurland för sin son 1698-1701.

## Biografi
Elisabeth Sofia föddes som kurprinsessa av Brandenburg och var dotter till kurfurst Fredrik Vilhelm I av Brandenburg och Sofia Dorotea av Holstein. Hennes halvbror, kurfurst Fredrik III av Brandenburg, blev 1701 kung av Preussen som Fredrik I av Preussen.

### Hertiginna av Kurland
Hon var gift tre gånger och gifte sig första gången 29 april 1691 med sin kusin hertig Fredrik Kasimir av Kurland. Detta, hennes första, äktenskap arrangerades som ett fördrag mellan de båda familjerna. Fredrik Kasimir hade tidigare varit gift med Sophie Amalie av Nassau-Siegen. Hans dotter Maria Dorothea från det första äktenskapet gifte sig 1703 med Elisabeth Sofias bror, Albrekt Fredrik av Brandenburg-Schwedt.    
I sitt första äktenskap fick Elisabeth Sofia två söner, varav en levde till vuxen ålder. Vid makens död 1698 blev hon regent av Kurland, som sonen Fredrik Wilhelms förmyndare tillsammans med sin före detta svåger Ferdinand av Kurland. I januari 1701 lämnade hon sin son och sin styvdotter i Kurland och återvände till sin halvbror Fredrik i Brandenburg. Hon berövades vårdnaden av sin son 1703.

### Markgrevinna av Brandenburg-Bayreuth
Elisabeth Sofia gifte sig med markgreve Kristian Ernst av Brandenburg-Bayreuth den 30 mars 1703 i Potsdam. I sitt andra äktenskap ska hon ha dominerat maken, som gjorde vad hon önskade. Han gav henne ett slott, Markgräfliches Schloss Erlangen, i Erlangen. Slottet kom till Elisabeth Sofias ära att kallas Elisabethenburg. Hon levde ett påkostat hovliv och det påverkade statens ekonomi. Hon orsakade Brandenburg-Bayreuth en stor statsskuld. Elisabeth Sofia blev åter änka 1712.

### Hertiginna av Sachsen-Meiningen
Tredje gången gifte hon sig på Schloss Ehrenburg med hertig Ernst Ludvig I av Sachsen-Meiningen den 3 juni 1714. Hon blev änka för tredje gången 1724. Efter det levde hon ensam på sitt residens Schloss Glücksburg, där hon avled 1748.   
Elisabeth Sofia beskrivs som stolt. Hon ska också ha älskat lyx, pompa och ståt.

## Barn
1. Fredrik Wilhelm (1692-1711), hertig av Kurland 1698-1711
2. Leopold Karl (1693-1697)